# Abacab (Lied)
Abacab ist ein Lied der britischen Rockband Genesis, das im August 1981 als Vorab-Single des einen Monat später veröffentlichten, gleichnamigen Studioalbums der Band veröffentlicht wurde.

## Entstehung und Veröffentlichung
Abacab wurde von den drei Genesis-Mitgliedern Tony Banks, Phil Collins und Mike Rutherford gemeinsam geschrieben und produziert. Als Koproduzent zeichnete Hugh Padgham verantwortlich, der kurz zuvor sowohl mit Phil Collins bei dessen Solo-Debütalbum Face Value, als auch mit dem ehemaligen Genesis-Frontmann Peter Gabriel bei dessen drittem Soloalbum Peter Gabriel (Melt) als Koproduzent gearbeitet hatte.
Die Erstveröffentlichung von Abacab erfolgte als Single bei Charisma Records. Diese erschien als 7″-Single mit der B-Seite Another Record (Katalognummer in Deutschland: 6000 711). Am 18. September 1981 erschien das Lied als Teil von Genesis’ elftem gleichnamigen Studioalbum (Katalognummer in Deutschland: 6302 162), dessen erste Singleauskopplung es ist. Liveaufnahmen des Titels erschienen auf Genesis’ Livealbum Three Sides Live (Juni 1982) sowie der Singleveröffentlichung Invisible Touch (Live) (1992).

## Inhalt und Musikalisches
Der Titel Abacab ist der Struktur einer frühen Version des Liedes entnommen. Gitarrist Rutherford erklärte: „Es gab drei oder vier Abschnitte in dem Song, die wir ‚Sektion A‘, ‚Sektion B‘ und ‚Sektion C‘ nannten, wobei ‚A‘ für die Strophe, ‚B‘ für den Refrain und ‚C‘ für die Bridge stand. Zu verschiedenen Zeiten standen sie in unterschiedlicher Reihenfolge, und irgendwann zu einem bestimmten Zeitpunkt buchstabierte sich die Struktur des Liedes dann ABACAB. Auf der finalen Version ist es aber letztendlich mehr wie ACCAABBAAC.“
Musikalisch bewegt sich das Lied in einerseits minimalistischen Gefilden von New Wave und Synthiepop, enthält jedoch in der sieben Minuten langen Albumversion auch einen instrumentalen und ausgedehnten Jam mit Gitarrensolo, der an Instrumentalteile früherer Genesis-Lieder ihrer Progressive-Rock-Phase in den 1970ern erinnert. Die lange Albumversion spielten Genesis auch bei ihren Liveaufführungen des Liedes auf der Bühne. Die Singleversion wiederholt stattdessen das Intro des Liedes nach dem letzten Refrain und endet dann mit einem Fadeout. Die kurze Version wurde auch für das Musikvideo verwendet und ist auf Genesis’ Single-Kompilation Turn It On Again – The Hits enthalten.
Der Titel war zwischen 1981 und 1987 fester Bestandteil im Konzertrepertoire von Genesis. Auf der Abacab Tour und der Three Sides Live Encore Tour sang Collins den Refrain in einem hohen Falsett, während Banks und Rutherford die tieferen Harmonien sangen. Auf der Mama Tour und der Invisible Touch Tour sang Collins den Refrain hingegen in einer tieferen Oktave, während Rutherford die höheren Falsettharmonien sang. Genesis probten den Song auch für ihre Reunion-Tour Turn It On Again: The Tour im Jahr 2007, er wurde jedoch nicht in die endgültige Setlist aufgenommen.

## Musikvideo
Das Musikvideo zu Abacab wurde unter der Regie von B. Rymer gedreht, der bereits den Clip zu Follow You Follow Me inszeniert hatte. Es zeigt Banks, Collins und Rutherford, wie sie Abacab zum Playback des Liedes auf einer Bühne (ohne sichtbare Zuschauer) aufführen. Collins singt das Lied, während er gleichzeitig Schlagzeug spielt.

## Kommerzieller Erfolg

### Chartplatzierungen
Abacab avancierte zum Top-10-Hit in Norwegen (Rang 8) und dem Vereinigten Königreich (Rang 9). Darüber hinaus erreichte es Chartplatzierungen in den Niederlanden und den Vereinigten Staaten (je Rang 26), Deutschland (Rang 28), Belgien (Rang 36) oder auch Neuseeland (Rang 50).
| ChartsChartplatzierungen       | Höchstplatzierung | Wochen |
| ------------------------------ | ----------------- | ------ |
| Deutschland (GfK)              | 28 (13 Wo.)       | 13     |
| Vereinigte Staaten (Billboard) | 26 (14 Wo.)       | 14     |
| Vereinigtes Königreich (OCC)   | 9 (8 Wo.)         | 8      |